# MSI-1436
MSI-1436, называемый также Tродаскемин (англ. Trodusquemine) — метаболит холестерина, содержащий группировку спермин. Он был выделен из печени катрана (Squalus acanthias) и охарактеризован в 2000 году.
Обнаружено, что MSI-1436 подавляет приём пищи и жидкости у крыс и мышей, что приводит к значительной потере их веса. В опытах на мышах со смоделированным ожирением, вызванным диетой, выяснилось, что тродаскемин избирательно ингибирует протеинфосфатазу, а именно тирозинфосфатазу 1B (PTP1B). PTP1B — это ключевой фермент, регулирующий сигнальные пути инсулина и лептина, ингибирование этого фермента при помощи MSI-1436 приводит к мобилизации и потере жира.
Поиск малых молекул, способных стимулировать врождённые процессы восстановления и регенерации тканей, показал, что  MSI-1436 в 2-3 раза повышал скорость регенерации ткани хвостового плавника и сердечной мышцы у рыбок данио. В опытах на мышах с ишемией сердца MSI-1436 увеличивал выживаемость, улучшая функцию сердца и уменьшая размер зоны инфаркта, путём увеличения клеточной пролиферации. Обнаружено также, что тродаскемин может препятствовать образованию и развитию атеросклеротических бляшек у мышей.
Ведутся клинические испытания препарата тродаскемин в качестве средства от ожирения и для лечения диабета 2 типа, а также средства от рака груди.
Разработан быстрый и простой способ синтеза аналога MSI-1436, названного кларамином (Claramine), который также содержит спермин и способен ингибировать PTP1B.